# Martin Shkreli

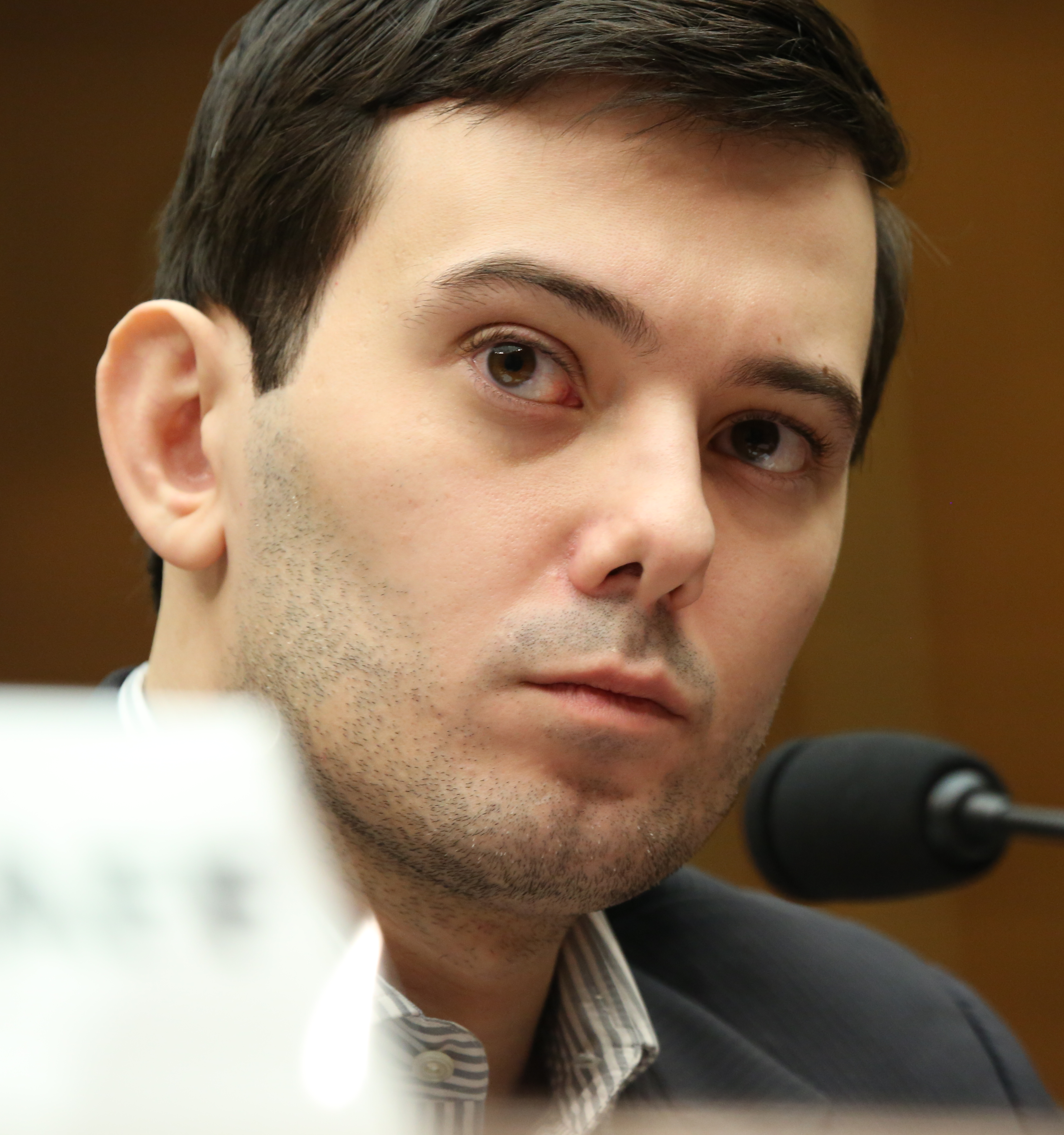
Martin Shkreli, 2016

Martin Shkreli (* 17. März 1983 in Brooklyn, New York City; in sozialen Medien auch als „Pharma Bro“ bekannt) ist ein US-amerikanischer Hedgefondsmanager mit Schwerpunkt auf Medikamentengeschäfte. Er ist Co-Gründer des Fonds „MSMB Capital Management“ sowie Gründer und bis zum Dezember 2015 Vorsitzender der Schweizer „Turing Pharmaceuticals AG“ mit Sitz in Baar. Im November 2015 erwarb er die Mehrheit der „KaloBios Pharmaceuticals Inc“ und wurde deren Chief Executive Officer, wurde aber bereits am 20. Dezember wieder entlassen. Außerdem ist er Co-Gründer und ehemaliger Vorsitzender des Fonds „Retrophin LLC“ (Limited Liability Company).
Shkreli wurde am 17. Dezember 2015 vor einem US-Bundesgericht wegen Betrugs im Zusammenhang mit seiner früheren Tätigkeit bei „Retrophin LLC“ angeklagt und 2017 für schuldig befunden. Das Strafmaß wurde Anfang März 2018 auf 7 Jahre Gefängnis festgelegt. Er wurde im Juni 2022 entlassen.

## Leben und Karriere
Die Familie Shkrelis stammt aus dem nordalbanischen Ort Shkrel, der in der Gemeinde Malësia e Madhe im Qark Shkodra liegt.
Shkreli wurde als Sohn albanisch-kroatischer Einwanderer in einem Arbeiterviertel von Brooklyn geboren und begann seine Karriere an der Wall Street mit 17, während er noch am Baruch College studierte. Gemäß Recherchen der New York Times startete er seinen ersten eigenen Hedgefonds, Elea Capital, 2006, wurde aber im Zusammenhang mit diesen Geschäften zwei Jahre später verurteilt, Schulden bei Lehman Brothers in Höhe von 2,3 Millionen Dollar zu begleichen, was er nicht tat. Er eröffnete danach seinen nächsten Hedgefonds MSMB. 2011 gründete er mit Hilfe von Investoren Retrophin und kaufte mit diesem Unternehmen ältere, seltener verwendete Medikamente, um sie als teurere Spezialpräparate zu vertreiben. Der Aufsichtsrat entließ Shkreli 2014 als Vorsitzenden und wirft ihm in einer Klage vor, seine Pflichten gegenüber dem Unternehmen verletzt zu haben. Anschließend gründete Shkreli Turing Pharmaceuticals mit Mitarbeitern, die er von Retrophin mitgenommen hatte, und mobilisierte 90 Millionen USD Wagniskapital, mit dem er für 55 Millionen USD die exklusiven US-Vermarktungsrechte an Daraprim von Impax Laboratories abkaufte.

### Daraprim
Im September 2015 wurde er in den USA in der Öffentlichkeit dafür kritisiert, die Preise für das Medikament Pyrimethamin (Markenname: Daraprim) von 13,50 USD auf 750 USD pro Tablette angehoben zu haben. Daraprim wird hauptsächlich bei Toxoplasmose eingesetzt, unter anderem bei Patienten mit Immundefekten wie AIDS. Obwohl das Medikament 62 Jahre alt und sein Patentschutz verfallen ist, hatte Shkrelis Unternehmen Turing Pharmaceuticals eine Monopolstellung inne, da es Zeit brauchen würde, bis andere Unternehmen die FDA-Zulassung bekommen, Produktion eines Pyrimethamin-Generikum aufnehmen und Vertriebsnetze aufbauen könnten. Shkreli zog sich wegen der Aktion und wegen seiner Kommentare, in denen er seine Aktion mit den Spielregeln des Kapitalismus rechtfertigte, zahlreiche Kritiken in Presse und sozialen Netzwerken zu.
Später ergänzte er seine Ausführungen in verschiedenen Interviews dahingehend, dass alle Anteilseigner von der Preiserhöhung profitieren würden, dann führte er in einem anderen Interview aus, dass er versuche, einen bedeutenden, erfolgreichen Medikamentenhersteller aufzubauen. Kein Unternehmen habe sich seit 70 Jahren um die Krankheit Toxoplasmose gekümmert und man könne nun mit den erwirtschafteten Profiten aus dem Daraprimverkauf an einem neuen, besseren Medikament forschen.
Hillary Clinton äußerte sich ebenfalls kritisch und erklärte, sie wolle im Falle eines Wahlsiegs die Preise für verschreibungspflichtige Medikamente für chronisch Kranke bei 250 Dollar pro Monat deckeln. Biotech-Papiere gaben daraufhin an US-Börsen massiv nach. Dies führte dazu, dass Shkreli auch den Unmut seiner eigenen Branche auf sich zog. Die Webseite CNNMoney nannte ihn daraufhin „den meistgehassten Mann in Amerika“. Das Versprechen, das Medikament zu verbilligen, erfüllte er nicht, lediglich die Abrechnungsmechanismen wurden im November 2015 so verändert, dass die Patientenzuzahlung und die Kosten für Krankenhäuser für das Medikament deutlich geringer, die Krankenkassenanteile jedoch entsprechend höher ausfallen.

### Benznidazol
Anfang Dezember 2015 wurde bekannt, dass sich Shkreli als neuer CEO der KaloBios Pharmaceuticals Inc für die USA die Rechte an Benznidazol, einem Mittel gegen die von Parasiten verbreitete Chagas-Krankheit, von Savant Neglected Diseases LLC verschafft hatte. Die Aktienmehrheit an KaloBios war kurz zuvor im November 2015 von einer Investorengruppe um Shkreli erworben worden. Das Präparat hat derzeit keine Zulassung in den USA, wird aber frei vom Centers for Disease Control and Prevention auf „experimenteller Basis“ abgegeben, da es die Standardbehandlung in Südamerika ist. Öffentliche Kritik löste Shkreli mit der Investition und Äußerungen aus, dass seine Preisvorstellungen für das Medikament denen von Hepatitis-C-Medikamenten entsprächen, sollte Benznidazol von den Aufsichtsbehörden der Vereinigten Staaten zugelassen werden, was ihm auch für mindestens fünf Jahre das exklusive Verkaufsrecht brächte. Er würde somit für eine typische zweimonatige Behandlung zwischen 60.000 und 100.000 Dollar verlangen, während dieselbe Menge in Lateinamerika 50 bis 100 Dollar kostet.

### Verhaftung
Shkreli wurde am 17. Dezember 2015 von den Bundesbehörden der USA in Manhattan unter anderem wegen des Verdachts auf Betrug verhaftet. Nach Angaben der New York Times soll die Verhaftung im Zusammenhang mit einem Rechtsstreit stehen, bei dem ihm vorgeworfen wird, sich als Vorsitzender der Retrophin LLC selbst bereichert zu haben. Er selbst weist alle Vorwürfe zurück. Shkreli wurde vor einem Bundesgericht in Brooklyn angeklagt, plädierte auf „nicht schuldig“ und wurde anschließend nach Stellung einer Kaution von fünf Millionen US-Dollar freigelassen.
Am 18. Dezember 2015 trat Shkreli als Verwaltungsratspräsident der Turing Pharmaceuticals AG zurück, und am 20. Dezember wurde er auch als Chief Executive Officer der KaloBios Pharmaceuticals Inc entlassen.
Nachdem eine Journalistin sich durch Tweets von Shkreli belästigt oder bedroht gesehen hatte, legte Twitter im Januar 2017 sein Nutzerkonto still.

### Verurteilung
Am 4. August 2017 wurde Shkreli wegen Betrugs schuldig gesprochen. Eine Jury in Brooklyn kam zu dem Urteil, dass er Investoren belogen und ihre Gelder zweckentfremdet habe. Shkreli war zunächst gegen Kaution weiterhin auf freiem Fuß, bis eine Richterin am 13. September 2017 seine Kaution aufhob. Shkreli hatte zuvor in einem Beitrag auf Facebook eine Verschwörungstheorie über die Clinton Foundation verbreitet und öffentlich 5.000 Dollar angeboten, falls ihm jemand ein Haar mit Wurzel von Hillary Clinton beschafft, während sie sich auf der Werbekampagne für ihr Buch befindet.
Das Strafmaß wurde am 9. März 2018 von einem United States District Court auf 7 Jahre Gefängnis festgelegt. Neben einer Geldstrafe von 75.000 US-Dollar gehen 7,36 Millionen US-Dollar aus Shkrelis Vermögen an den Staat zur Deckung der Schäden aus seinem Betrug. Im Mai 2022 wurde Shkreli in ein Übergangshaus überführt, das er im September 2022 verlassen darf.

## Trivia
Martin Shkreli ersteigerte auf einer Auktion im November 2015 für 2 Millionen Dollar das einzige Exemplar des Albums „Once Upon a Time in Shaolin“ der US-amerikanischen Band Wu-Tang Clan. Im Juli 2021 wurde das Album nach einem Urteil des US-amerikanischen Justizministeriums an die Non-Profit-Organisation "PleasrDAO" verkauft, welche sich vor allem im Erwerb von Non-Fungible Tokens betätigt.